# Kargapol'skij rajon
Il Kargapol'skij rajon (in russo Каргапольский район?) è un rajon dell'Oblast' di Kurgan, nel Bassopiano della Siberia occidentale.